# Earl Lemley Core
Earl Lemley Core (1902-1984) fue un botánico y educador botánico, investigador y autor, así como un historiador local de Virginia Occidental. Fue fundador (1936) del Southern Appalachian Botanical Society y editor de su revista, Castanea, durante treinta y cinco años. Fue maestro y profesor de la Universidad de Virginia Occidental (WVU) por más de cuarenta y cuatro años (1928-1972). Se desempeñó durante cuatro años en el Ayuntamiento de Morgantown donde fue alcalde durante dos años. El Core Arboretum en WVU se nombra en su honor.

## Biografía
Core nació el 20 de enero de 1902, en Core, West Virginia, hijo de Harry Michael y Clara Edna ( de soltera Lemley) Core. Se graduó de la Escuela Secundaria Morgantown, enseña en las escuelas rurales (1920-1923) y luego asistió a WVU, graduándose en Bachelor of Arts (1926) y Master of Arts (1928). Se casó con Freda Bess Guarnición, el 8 de junio de 1925. (Con el tiempo criaron cuatro hijos: Ruth, Merle, Harry, y David) Obtuvo un Doctorado en Filosofía (1936, Universidad de Columbia ), con una tesis sobre la sistemática de la juncia género Scleria.
Core se convirtió en un instructor en WVU en 1928 y permaneció en la facultad durante más de 44 años. Él fue profesor asistente (1934), profesor asociado (1941), profesor (1942), y profesor emérito (1972) y fue presidente del Departamento de Biología 1948-1966. Se desempeñó como comisario del herbario de la universidad a partir de 1934 hasta su retiro en 1972. Además, se desempeñó como miembro de la facultad de verano en la Universidad Estatal de Ohio durante 1939-1941 y de la Concord University en 1961.
Core fue nombrado botánico para la Cinchona Misión Colombia, Bogotá, Colombia, desde 1943 hasta 1945 durante el cual le asignan la exploración en las montañas de los Andes en busca de la quinina del árbol Cinchona.

## Autor
En el curso de su carrera, Core es autor de numerosos artículos técnicos, varios libros y cientos de artículos periodísticos. Dos libros notables que se convirtieron en estándares fueron General Biology by P.D. Strausbaugh, B.R. Weimer, y Earl L. Core and A New Manual for the Biology Laboratory por Core and Weimer. Sus textos botánicos fueron The Flora of West Virginia (una serie con cuatro volúmenes, escrito con Strausbaugh), Flora of the Erie Islands, Spring Wild Flowers, Plant Taxonomy, Vegetation of West Virginia, y The Wondrous Year, una colección de escritos botánicos semanales estaba preparando para el Charleston (West Virginia) Gazette.
En 1937, Core escribió Las crónicas de Core , una historia de su comunidad de origen, y en 1960 publicó Morgantown Disciples, una historia de la primera iglesia cristiana de Morgantown, West Virginia . A última hora de la vida se embarcó en una larga historia de cinco volúmenes del Monongalia County, West Virginia (1974–84), completando el último volumen, poco antes de su muerte. (Este material se había publicado en un período de 12 años en una columna semanal del periódico Morgantown Dominion Post.

## Honores y reconocimientos
- Miembro y expresidente, Phi Beta Kappa
- Profesor Distinguido en WVU (1967)
- El Earl L. Core Arboretum de la Universidad de West Virginia fue nombrado por él (1967)
- Meritorio Teaching Award de la Asociación de Biólogos del sudeste (1971)
- Orden de Vandalia de la Universidad de West Virginia (1982)
- Doctor honoris causa en Ciencias, Waynesburg universidad (1957)
- Doctor honoris causa en Ciencias de la Universidad de West Virginia (1974)

## Algunas publicaciones
- "Ecological studies on Spruce Mountain" (1928), Proc. W.Va. Acad. Sci. 2:36-39
- "The plant ecology of Spruce Mountain, West Virginia" (1929), Ecology, 10:1-13
- "Some additions to the Millspaugh checklist of West Virginia Spermatophytes" (1930), W.Va. Acad. Sci., 4:38-48 (con P.D. Strausbaugh)
- "Herbarium organization at West Virginia University" (1931), Proc. W.Va. Acad. Sci., 5:61-71
- Common seed plants of the mid-Appalachian region (1931). xxiv + 305 p. (con P.D. Strausbaugh y Nelle Ammons)
- "Some aspects of the phytogeography of West Virginia" (1932), Torreya, 32:65-71
- "Phymosia remota" (1932), Rhodora, 34:142-146 (con P.D. Strausbaugh)
- "Studies in the genus Scleria" (1934), Brittonia, 1:239-243
- "The blister pine in West Virginia" (1934), Torreya, 34:92-93
- "Contributions of Charles Frederick Millspaugh to the botany of West Virginia" (1935), Proc. W.Va. Acad. Sci., 8:82-93
- "The American species of Scleria" (1936), Brittonia, 2:1-105
- "The botanical exploration of West Virginia" (1936), Proc. W.Va. Acad. Sci., 10:47-64
- "The type localities of some plants first described from West Virginia" (1936), Torreya, 36:7-13
- "Additions to the Millspaugh checklist of West Virginia Spermatophytes" (1936). Proc. W.Va. Acad. Sci., 9:29-31
- "Spring foray to Blackwater Falls and Spruce Knob, West Virginia" (1937), Castanea, 2:87-88
- "Joint trip with the Southern Appalachian Botanical Club in Southern New Jersey" (1937). Torreya, 37:130-132
- "The genus Carex in West Virginia" (1937), Proc. W.Va. Acad. Sci., 11:29-43
- "Plant migrations and vegetational history of the Southern Appalachian region" (1938), Lilloa, 3:5-29
- "Joint foray at Lancaster, Pennsylvania, June 15–19" (1938), Castanea, 3:79-81
- "John Kunkel Small" (1938), Castanea, 3:27-28
- "Gum Springs Bog" (1939), Castanea, 4.7-8
- "Raymond H. Torrey" (1939), Castanea, 4:6-7
- "A taxonomic revision of the genus Siphonychia" (1939), J. Elisha Mitchell Society, 55:339-345
- "The flora of Roaring Plains, West Virginia" (1939), Proc. W.Va. Acad. Sci., 12:33-35
- "The shale barren flora of West Virginia" (1939), Proc. W.Va. Acad. Sci., 14:27-36
- "Spermatophytes new to West Virginia" (1940), Castanea, 5:20-23 (con H.A. Davis)
- "Notes on the mid-Appalachian species of Paronychia" (1940), Virginia J. Sci., 1:110-116
- "A catalog of the vascular plants of West Virginia" (1940), Castanea, 5:29-68
- "Travels of Asa Gray in western Virginia, 1843" (1940), Rhodora, 42:344-351
- “New plant records for West Virginia” (1940), Torreya 40:5-9
- “A new species of Paronychia from Mexico“ (1941), Madrono 6:21-22
- “Butomus umbellatus in America“ (1941), Ohio J. Sci.  41:79-85
- “The North America species of Paronychia“ (1941), Amer. Midl. Naturalist 26:269-397
- “Notes on some West Virginia plants“ (1941), Castanea 6:86-88
- “Additions to the catalogue of the vascular plants of West Virginia“ (1941), 1. Proc. W.Va. Acad. Sci. 15:73-76 (con H.A. Davis)
- “The genus Scleria in extra-tropical South America“ (1942), Lilloa 8:535-544
- “Additions to the catalogue of the vascular plants of West Virginia“ (1942), II. Proc. W.Va. Acad. Sci. 16:35-40 (con H.A. Davis)
- “Botanizing in the higher Alleghenies“ (1943), Sci. Monthly 57:119-125
- A new manual for the biology laboratory (1944), John Wiley & Sons, Inc. New York (con B.R. Weimer). 216 pp.
- “West Virginia grasses“ (1944), W.Va. Agric. Exp. Sta. Bull. 513. 96 p. (con Earl E. Berkley and H.A. Davis)
- “Two new species of Scleria from the upper Amazon Valley“ (1945), J. Wash. Acad. Sci.  35:322
- “The hollies of West Virginia“ (1945), Castanea 10:57-60 (con Nelle Ammons)
- “The dogwoods of West Virginia“ (1945), Castanea 10:88-91 (con Nelle Ammons)
- “Huckleberries, blueberries and cranberries of West Virginia“ (1945), Castanea 10:103-109 (con Nelle Ammons)
- “Additions to the catalogue of the vascular plants of West Virginia“ (1945), III Proc. W.Va. Acad. Sci. 17:27-30 (con H.A. Davis)
- “On the need for revision of the International Code of Botanical Nomenclature“ (1945), Castanea 10:116-119
- “The Southern Appalachian Botanical Club: Past and Future“ (1945), Castanea 10:119-120
- “Ramps“ (1945), Castanea 10:110-112
- "Wildflowers of the Appalachian shale barrens" (1946), Wild Flower, 22:13-18
- Woody Plants of West Virginia in Winter Condition (1946), 124 p., 269 figs. Edwards Brothers, Ann Arbor, Michigan (con Nelle Ammons)
- "The gardens of Colombia" (1946), W.Va. Garden Club News, 10: 10-12. 1945; 10: 14-15
- "The genus Scleria in Cuba" (1946), Mem. Soc. Cubana Hist. Nat. Felipe Foey, 18:43-56
- "Scleria" (1947), In: Flora de Cuba, pp. 230-235
- "John Lewis Sheldon" (1947), Science, 105:541
- "Additions to the catalogue of the vascular plants of West Virginia" (1947), IV. Proc. W. Va. Acad. Sci., 18:26-29
- "The flora of the Erie Islands" (1948), Franz Theo. Stone Lab. Countr., 9. viii + 107 pp.
- "Spring wildflowers" (1948), W.Va. Univ. Bull. Ser., 59, 4-2. 100 p. (reimpreso 1950 por W.Va. Conserv. Comm. iv + 100 pp.)
- "A syllabus of the Spermatophyta" (1948), 2nd ed. 145 p. West Virginia University, Morgantown
- "The genus Scleria in Colombia" (1948), Caldasia, 5:17-32
- "Additions to the catalogue of the vascular plants of West Virginia" (1948), V. Proc. W.Va. Acad. Sci., 19:23-26 (con H.A. Davis)
- "Man's first gardens" (1949), Garden Gleanings, No. 8, 3; No. 9. 2, 3, 8, 9.
- "Original treeless areas in West Virginia" (1949), J. Elisha Mitchell Sci. Soc., 65:306-310
- "Notes on the plant geography of West Virginia" (1950), Castanea, 15:61-79
- "Botanizing in the northern Andes" (1950), Wild Flower, 27:6-20
- "The New Arboretum" (1951), W.Va. Univ. Alumni Mag., 16. 4, 21, 22
- "Seleria tepuiensis Core sp. nov." (1951), Fieldiana, 28:52
- "Joseph E. Harned" (1951), Castanea, 16:78, 79
- "Danske Dandridge" (1951), Castanea, 16:138.-142
- "Botanizing on Panther Knob, West Virginia" (1952), Wild Flower, 28:35-38
- "The ranges of some plants of the Appalachian shale barrens" (1952), Castanea, 17:105-116
- "Botany at West Virginia University, 1867-1900" (1952), Proc. W.Va. Acad. Sci., 24:72-78
- "Lawrence William Nuttall" (1952), Castanea, 17:157-164
- "Some new or otherwise noteworthy plants from West Virginia" (1952), Castanea, 17:165 (con P.D. Strausbaugh)
- "Flora of West Virginia, Part 1" (1952), W.Va. Univ. Bull., pp. 1-274, (con P.D. Strausbaugh)
- "The genus Scleria in Brazil" (1952), Rodriguesia, XV(27):137-162
- "The Southern Appalachian Botanical Club: History of the club and its journal (1953), Castanea", Asa Gray Bull. n.s. 2:199.
- "Pendleton County, West Virginia" (1953), Tribio, 2:3-4
- "Flora of West Virginia, Part II" (1953), W.Va. Univ. Bull., pp. 275–570 (con P.D. Strausbaugh)
- "Outline of the flora of West Virginia" (1954), W.Va. Bookstore, Morgantown, 150 pp.
- "Cranberry Glades Natural Area" (1955), Wild Flower, 31:65-81
- Plant taxonomy (1955), Prentice-Hall, Englewood Cliffs, New Jersey, 459 pp.
- "Scutellaiia ovata in West Virginia" (1957), Castanea 22:139-140
- "Flora of West Virginia, Part III" (1958), W.Va. Univ. Bull. pp. 571–860 (con P.D. Strausbaugh)
- Woody Plants in Winter (1958), Pittsburgh, Pennsylvania: Boxwood Press, 218 p. (con Nelle Ammons)
- "Biological investigations of Cheat Lake" (1959), Morgantown, West Virginia, 39 p. (con otros)
- Entries "Arbutus", "Bloodroot", "Calendula", "Boehmeria", "Cinquefoil", "Duckweed", "Fire-weed", "Indian paintbrush", "Lungwort", "Meadow beauty", "Milkweed", "Oregon grape", "Ranunculus", "Smartweed", "Solomon's seal", "Spurge family", "Toadflax" (1960), In: World Book Encyclopedia
- Plant life of West Virginia (1960), New York: Scholar's Library, 224 pp.
- Entries, "Arboretum", "Botanical gardens", "Herbarium", "Plant keys", "Plant names", "Plant taxonomic literature" (1960), In: McGraw-Hill Encyclopedia of Science and Technology
- Morgantown Disciples (1960), Parsons, West Virginia: McClain Printing Company, 229 pp.
- The poisonous plants of West Virginia (1961), W.Va. Dept. Agric., 91 pp. (con John H. Rietz y William E. Gillespie)
- Arts. en "Herbarium", "Rhammales" (1961), In: Reinhold Encyclopedia of the Biological Sciences
- General Biology, 4th ed (1961), New York, London, 555 pp. (con P.D. Strausbaugh y B.R. Weimer)
- A New Manual for the Biology Laboratory, 3rd ed (1961), John Wiley & Sons, Inc. New York. 263 pp. (con B.R. Weimer y R.B. Clarkson)
- Bibliography of West Virginia Plant Life (1962), Scholar's Library, New York. 46 pp. (con William H. Gillespie y Betty J. Gillespie)
- "Terra Alta Biological Station" (1962), Castanea, 27:57-59
- "The varieties of Rudbeckia hirta" (1962), Castanea, 27:61, 62
- "The Call of the Wildflowers: West Virginia's first annual Wildflower Pilgrimage" (1962), May 18, W.Va. Conservation, May, pp, 1-3
- Article, "Widdringtonia" (1963), Encyclopedia Americana
- "Flora of West Virginia, Part IV" (1964), W.Va. Univ. Bull., pp 861–1075 (con P.D. Strausbaugh)
- "Flora of West Virginia" (Introductory section) (1964), W.Va. Univ. Bull., pp i-xxxi (con P.D. Strausbaugh)
- "The genus Sclaria in the Yucatan Peninsula" (1965), Wrightia, 3:141-160
- "Scleria" (1965, In: Botany of the Guayan Highlands, Mem. N.Y. Bot. Gard., 12:54-69
- Important Stock Poisoning Plants in West Virginia (1966), W.Va. Dept. Agric. Leaflet (con William H. Gillespie)
- Avoid poisonous plants (1966), W.Va. Dept. Agric. Leaflet (con William H. Gillespie)
- Spring wildflowers (1966), W.Va. Dept. Agric. Leaflet
- "Plants and Animals of the Bible" (1966), In: Bible Study Helps, Supplement to World Bible 250D, pp. 36–42
- Mid-summer Flowers of Field and Meadow (1966), W.Va. Dept. Agric. Leaflet
- "Perry Daniel Strausbaugh" (1966), Bull. Torrey Bot. Club, 93:138-140
- Vegetation of West Virginia (1966), McClain Printing Co., Parsons, West Virginia. 217 pp.
- "Scleria" (1966), In: Flora of Texas, Vol. 1, pp. 383–391
- "Wildflowers of the Alleghenies" (1967), J. Alleghenies, 4(l):I, 2-4
- "Natural history of the Cass Railroad" (1967), 36 pp. (con otros)
- West Virginia plants in Autumn (1967), W.Va. Dept. Agric. Leaflet
- "Ethnobotany of the Southern Appalachian Aborigines" (1967), Econ. Bot., 21:198-214
- "Notes on West Virginia plants 1: Eastward migration of Ambrosia bidentata" (1967), Castanea, 32:192
- "Notes on West Virginia plants II: Thelypteris simulata in West Virginia" (1968), Castanea, 33:80
- "The Range of Carex trichocarpa Muhl." (1968), Castanea, 33:151, 152
- Forest Trees of West Virginia, 6th ed (1968), W.Va. Dept. Nat. Res. (con Roland L. Guthrie), 120 pp.
- "The Plants and Animals of the Bible" (1968), In: Supplement to the Family Heritage Bible, pp. 20–27
- "West Virginia's Blooming Schedule" (1968), Outdoor West Virginia, Part 1, March, pp. 30–33; Part 2, abril, pp. 26–28
- Common Native Shrubs of West Virginia (1968), W.Va. Dept. Agric. Leaflet
- "The Botany of Ice Mountain, West Virginia" (1968), Castanea, 33:345-348
- "Blooming Dates, West Virginia's Flowering Shrubs" (1969), Outdoor West Virginia, marzo, pp. 16–18
- West Virginia Grasses (1969), W.Va. Dept. Agric. Leaflet (con James B. Newman)
- "West Virginia Grasses" (1969), W.Va. Dept. Agric. [Leaflet] (con James B. Newman)
- "Silvical characteristics of the five upland oaks" (1971), Proc. The Oak Symposium, pp. 19–22. N.E. For. Exp. Sta. USFS. Upper Darby, Pennsylvania
- "The Granulose Variety of the Virginia Dragonhead - Dracocephalum virginianum L. (Physostegia virginiana (L.) Benth.)" (1972), In: "Notes & News", Castanea 37:301
- The Monongalia Story: A Bicentennial History, Vol. I: Prelude (1974), Parsons, W.Va.: McClain Printing Co.
- The Wondrous Year: West Virginia Through the Seasons (1975), Seneca Books, Inc., Grantsville, West Virginia. 208 pp.
- Chronicles of Core (1975, 3rd ed.), McClain Printing Co., Parsons, West Virginia, 310 pp.
- The Monongalia Story: A Bicentennial History, Vol. II: The Pioneers (1976), Parsons, W.Va.: McClain Printing Co.
- The Monongalia Story: A Bicentennial History, Vol. III: Discord (1979), Parsons, W.Va.: McClain Printing Co.
- "Kalmia angustifolia in West Virginia" (1980), In: "Notes & News", Castanea 45:217-218
- The Monongalia Story: A Bicentennial History, Vol. IV: Industrialization (1984), Parsons, W.Va.: McClain Printing Co.
- The Monongalia Story: A Bicentennial History, Vol. V: Sophistication (1984), Parsons, W.Va.: McClain Printing Co.
- "The Monongalia River", 149-152 pp. in Bartlett, Richard A., editor (1984), Rolling Rivers: An Encyclopedia of America's Rivers, McGraw-Hill Book Co., New York
- La abreviatura «Core» se emplea para indicar a Earl Lemley Core como autoridad en la descripción y clasificación científica de los vegetales.[1]